# You Are What You Is
Albums de Frank Zappa
Shut Up 'N' Play Yer Guitar
(1981) Ship Arriving Too Late to Save a Drowning Witch
(1982)
You Are What You Is est un album de Frank Zappa sorti en 1981.

## Historique
Le disque est sorti sous la forme d'un double album vinyle. 
C'est le premier album enregistré au studio UMRK installé sous la maison de Frank Zappa à Los Angeles. You Are What You Is fait suite à l'album Shut Up 'N' Play Yer Guitar, à quatre mois d'écart. C'est le seul album de Frank Zappa qui contient un titre ayant été diffusé sous forme de vidéo-clip sur MTV : You Are What You Is. La présence d'un sosie du nouveau président des États-Unis, Ronald Reagan, passé à la chaise électrique par Frank Zappa ne sera pas du goût de tous, et le clip sera retiré des antennes rapidement.

## Titres
1. Teen-Age Wind — 3 min 02 s
2. Harder Than Your Husband — 2 min 28 s
3. Doreen — 4 min 44 s
4. Goblin Girl — 4 min 07 s
5. Theme from the 3rd Movement of Sinister Footwear — 3 min 34 s
6. Society Pages — 2 min 27 s
7. I'm a Beautiful Guy — 1 min 56 s
8. Beauty Knows No Pain — 3 min 02 s
9. Charlie's Enormous Mouth — 3 min 36 s
10. Any Downers? — 2 min 08 s
11. Conehead — 4 min 24 s
12. You Are What You Is — 4 min 23 s
13. Mudd Club — 3 min 11 s
14. Meek Shall Inherit Nothing — 3 min 10 s
15. Dumb All Over — 5 min 45 s
16. Heavenly Bank Account — 3 min 44 s
17. Suicide Chump — 2 min 49 s
18. Jumbo Go Away — 3 min 43 s
19. If Only She Woulda — 3 min 48 s
20. Drafted Again — 3 min 07 s

Tous les titres ont été composés par Frank Zappa.

## Musiciens
- Frank Zappa – chant, guitare
- Tommy Mars – synthétiseur, chant
- David Ocker – clarinette
- Mark Pinske – chant
- Motorhead Sherwood – saxophone ténor, chant
- Craig "Twister" Stewart – harmonica
- Denny Walley – chant, guitare slide
- Ray White – guitare rythmique, chant
- Ahmet Zappa – chant
- Moon Unit Zappa – chant
- Ed Mann – percussions
- Jimmy Carl Black – chant
- Ike Willis – guitare rythmique, chant
- Arthur Barrow – basse
- Bob Harris (en) – trompette
- David Logeman – batterie
- Steve Vai – guitare

## Production
- Production : Frank Zappa
- Ingénierie : Mark Pinske, Alan Sides, Bob Stone George Douglas, David Gray
- Direction Musicale : Frank Zappa
- Photo couverture : John Livsey
- Graphismes : John Vince